# Herserange
Herserange (luxemburgisch Hiirkereng/Hierkeréng) ist eine französische Gemeinde mit 4176 Einwohnern (Stand 1. Januar 2022) im Département Meurthe-et-Moselle in der Region Grand Est (bis 2015 Lothringen). Sie gehört zum Arrondissement Val-de-Briey und ist Mitglied im Gemeindeverband Grand Longwy Agglomération. Die Bewohner werden Herserangeois und Herserangeoises genannt.

## Geographie
Die Stadt Herserange liegt wenige Kilometer vom Dreiländereck Frankreich-Belgien-Luxemburg entfernt. Nachbargemeinden sind Longlaville im Norden, Saulnes im Nordosten, Hussigny-Godbrange im Osten, Haucourt-Moulaine im Südosten, Mexy im Süden sowie Longwy im Westen. Mit Longwy ist Herserange baulich zusammengewachsen.

## Geschichte
Der Ort wurde 1273 erstmals als Herselange erwähnt, (1475: Hertzerangen, 1611: Hersingen). Im Jahr 1553 öffnete eine Schmiede in der Gemeinde. Im Jahr 1912 wurden sechs Hochöfen gebaut, die 1988 stillgelegt wurden.

### Bevölkerungsentwicklung
| Jahr                              | 1962 | 1968 | 1975 | 1982 | 1990 | 1999 | 2006 | 2019 |
| Einwohner                         | 7492 | 7044 | 6626 | 4918 | 4240 | 4327 | 4347 | 4409 |
| Quellen: Cassini, EHESS und INSEE |      |      |      |      |      |      |      |      |

## Infrastruktur
Der nächste Bahnhof befindet sich in Longwy an der Bahnstrecke Longuyon–Mont-Saint-Martin.

## Sehenswürdigkeiten
- Pfarrkirche Saints-Pierre-et-Paul, 1755 erbaut
- Pfarrkirche Notre-Dame-de-Senelle, 1924 erbaut
- Kirche Landrivaux, geschlossen

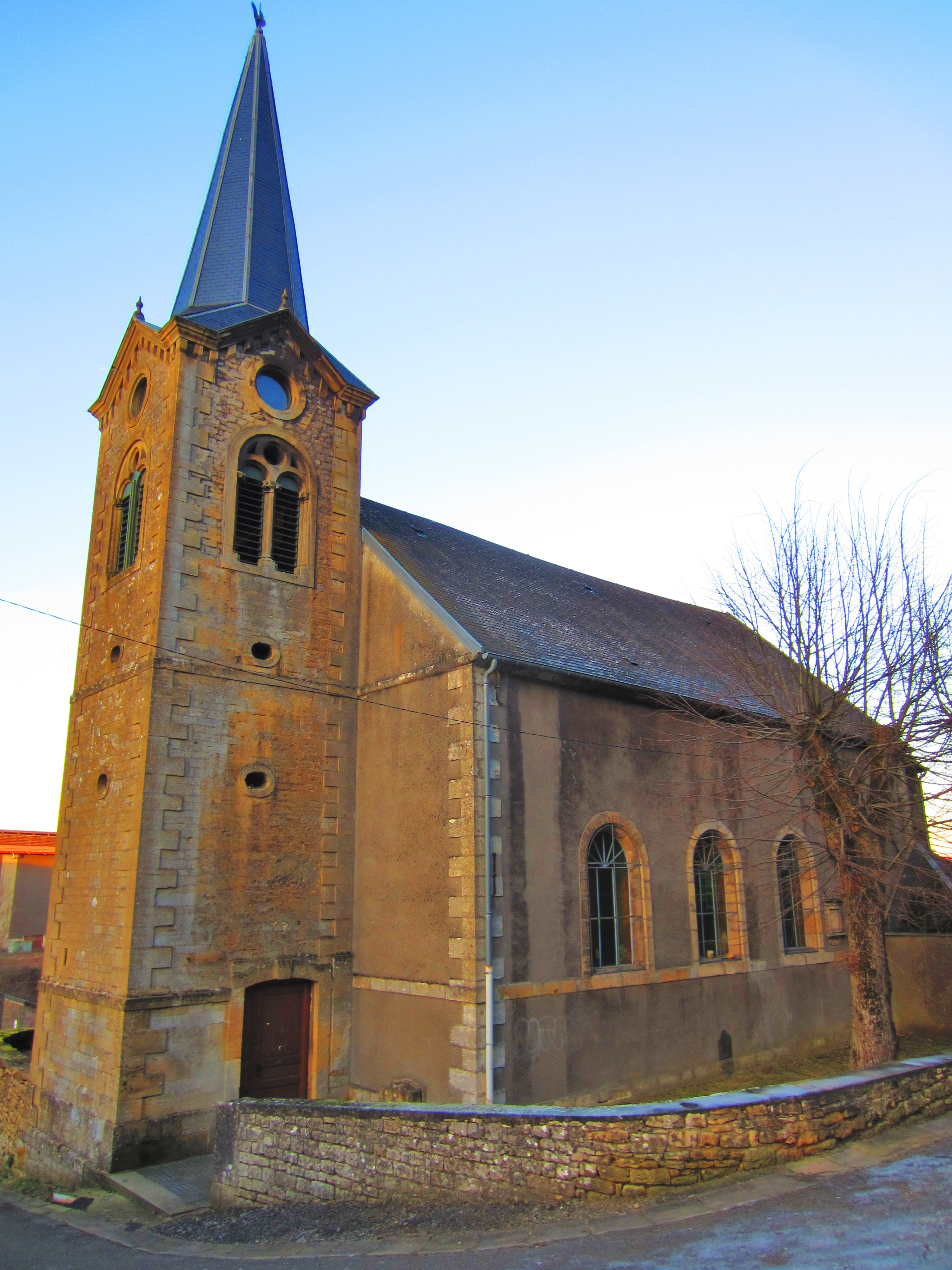
Kirche Saints-Pierre-et-Paul
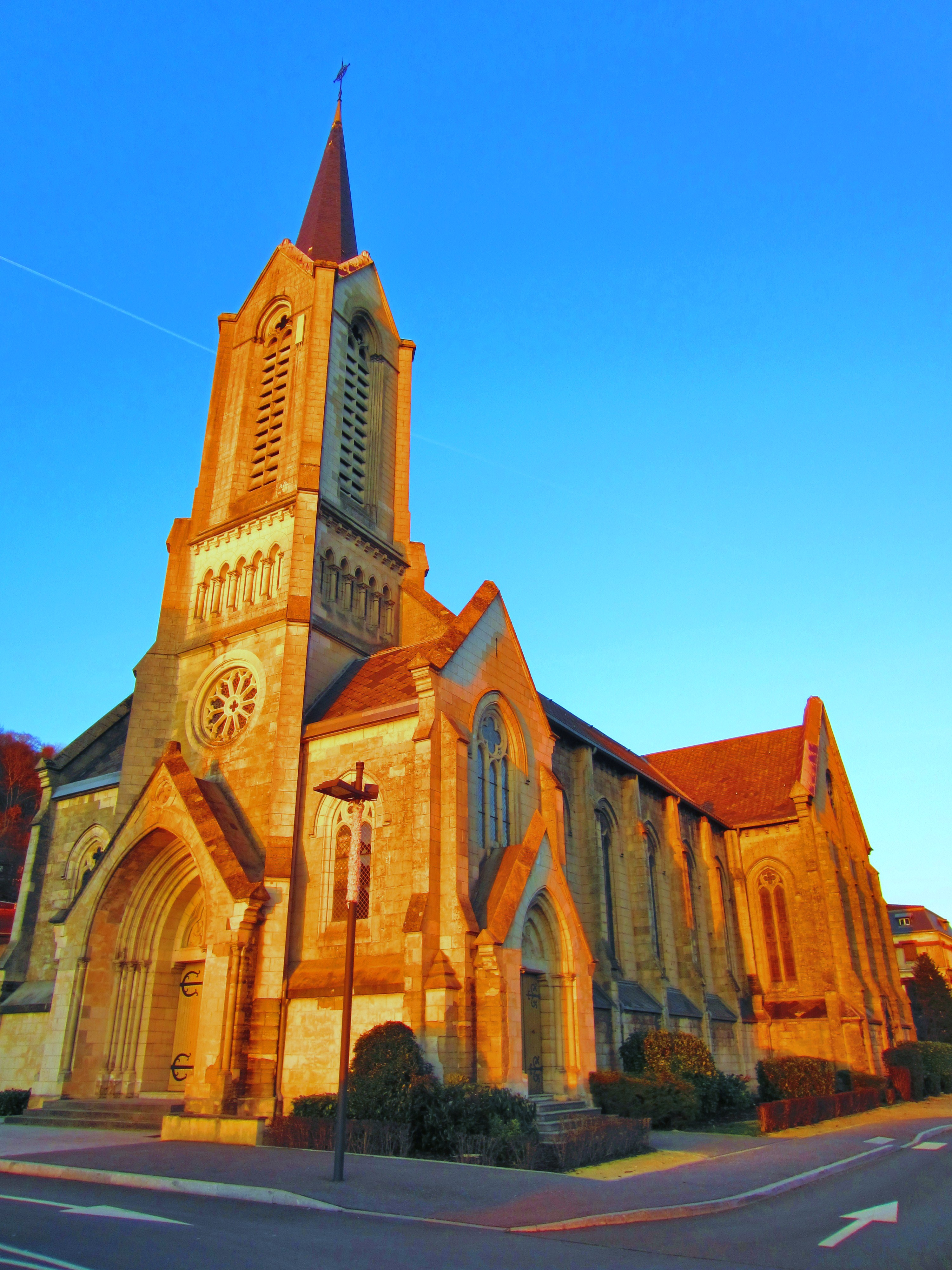
Kirche Notre-Dame-de-Senelle
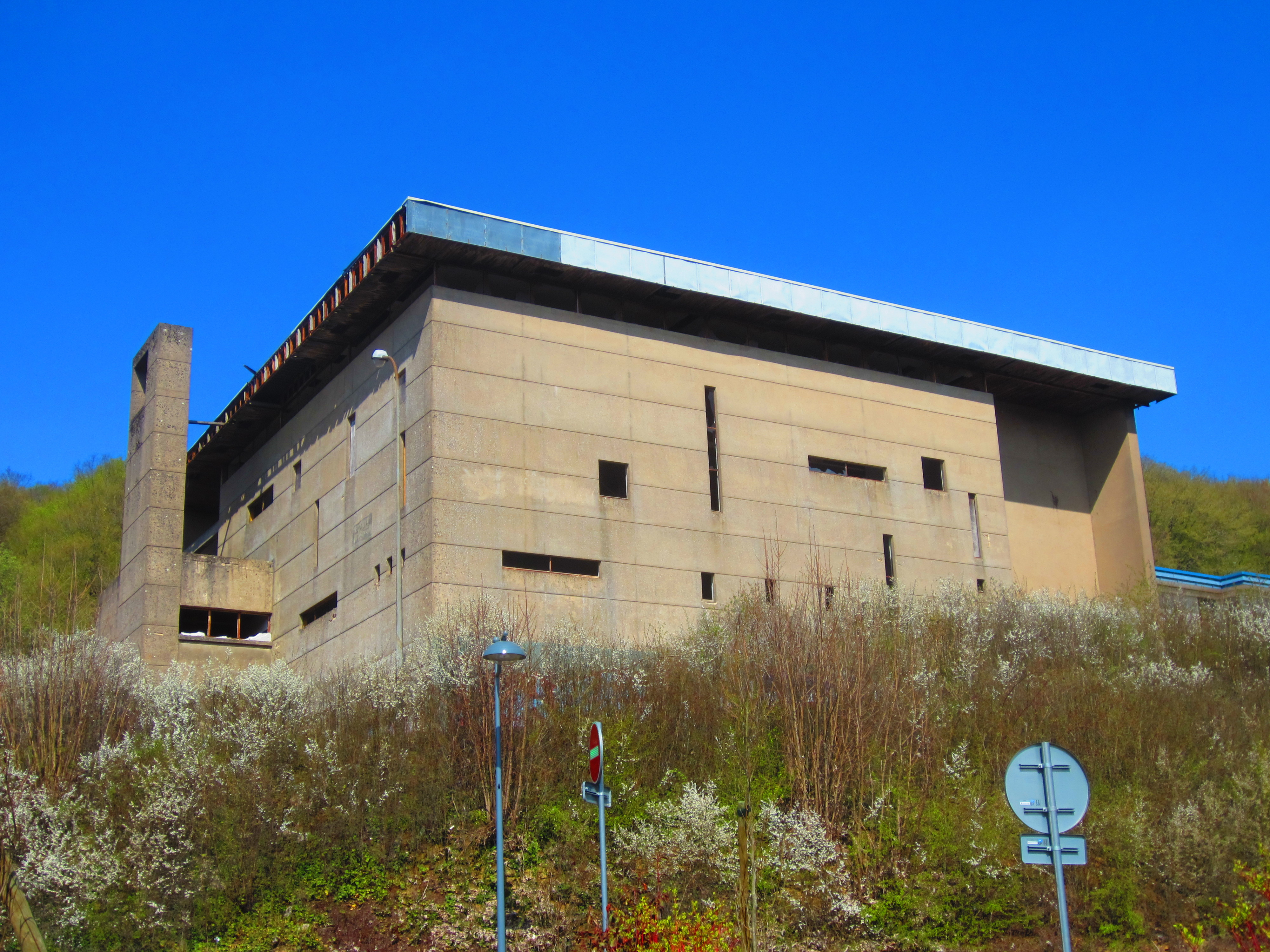
Kirche Landrivaux